# Mackintosh

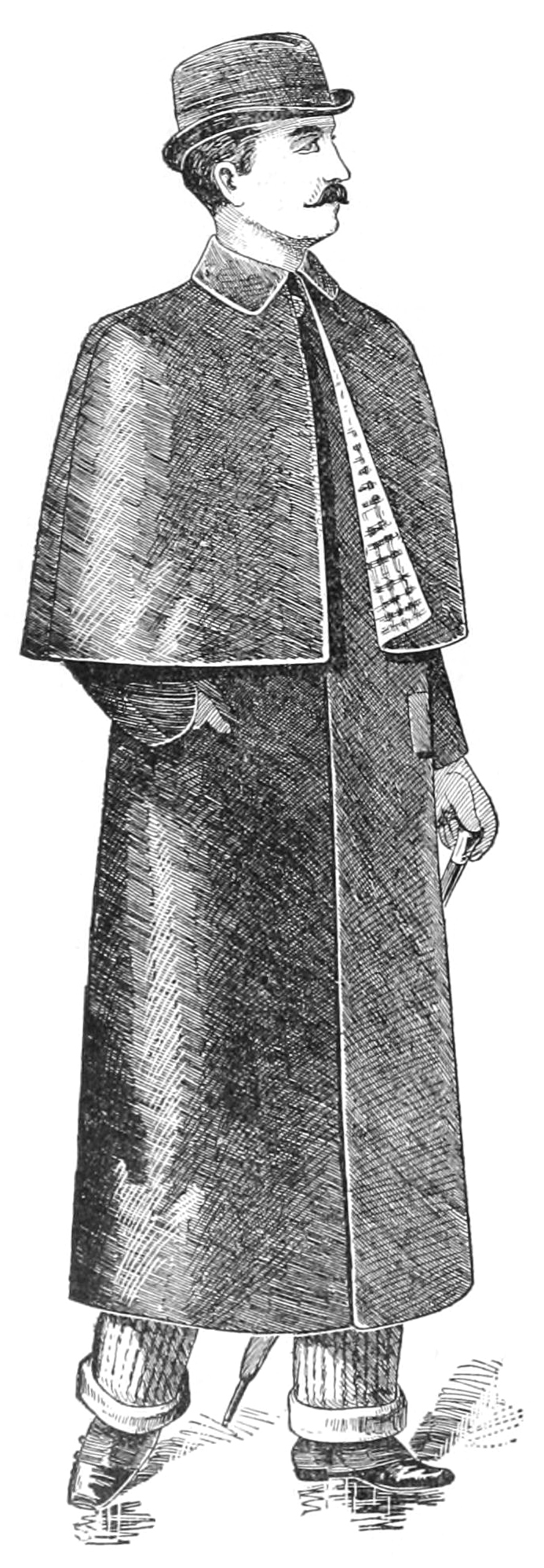
Um homem a usar o Macintosh, de um catálogo de 1893

O Mackintosh (abreviado mac ou mack) é um tipo de gabardina à prova de água, vendida pela primeira vez em 1824, feita de tecido com borracha.
A designação Mackintosh tem origem no nome do seu inventor, o escocês Charles Macintosh, apesar de algumas vezes surgir a letra k no seu nome. A variante "Mackintosh" é o actual nome comercial.